# Edmond d'Écosse
Edmond (Etmond mac Maíl Choluim) est co-roi d'Écosse de 1094 à 1097.

## Biographie
Second fils du roi Malcolm III d'Écosse et de la princesse Marguerite, il aurait été créé prince de Cumbria dans sa jeunesse.
Après la mort du roi Duncan II d'Écosse, fils aîné du premier mariage de son père, il accepte en novembre 1094 de devenir le « tanaiste » et éventuel successeur de son oncle Donald III d'Écosse.Il aurait contrôlé le royaume au sud de la Clyde pendant que son oncle se réservait les Highlands. Il est déposé en même temps que Donald III, en octobre 1097, par son frère cadet Edgar qui bénéficie de l'appui du roi Guillaume II d'Angleterre.
Envoyé en Angleterre, il est  enfermé au monastère de Montacute dans le Somerset, où il devient moine et meurt  à une date indéterminée. Il est probablement inhumé sur place.